# Китен (Варненська область)
Ки́тен (болг. Китен) — село у Варненській області Болгарії. Входить до складу общини Провадія.

## Населення
За даними перепису населення 2011 року у селі проживали 52 особи.
Національний склад населення села:
| Національність   | Кількість осіб | Відсоток |
| ---------------- | -------------- | -------- |
| болгари          | 34             | 66,7%    |
| турки            | 16             | 31,4%    |
| цигани           | 0              | 0%       |
| Всього відповіли | 51             |          |

Розподіл населення за віком у 2011 році:
Динаміка населення: